# Impermeabile (indumento)

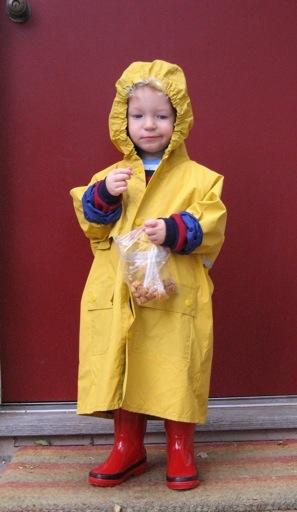
Un bambino con il suo impermeabile giallo

L'impermeabile è un capo di abbigliamento di tessuto impermeabile, con o senza cappuccio. È usato in alternativa o in combinazione all'ombrello, ed è particolarmente utile in situazioni di avversità meteorologiche  (tra cui pioggia e vento), permettendo al corpo di rimanere asciutto.

## Tipi di impermeabile
Può avere forme e caratteristiche diverse a seconda dell'utilizzo, ma il comune denominatore è la realizzazione in materiale impermeabile.

### Cerata

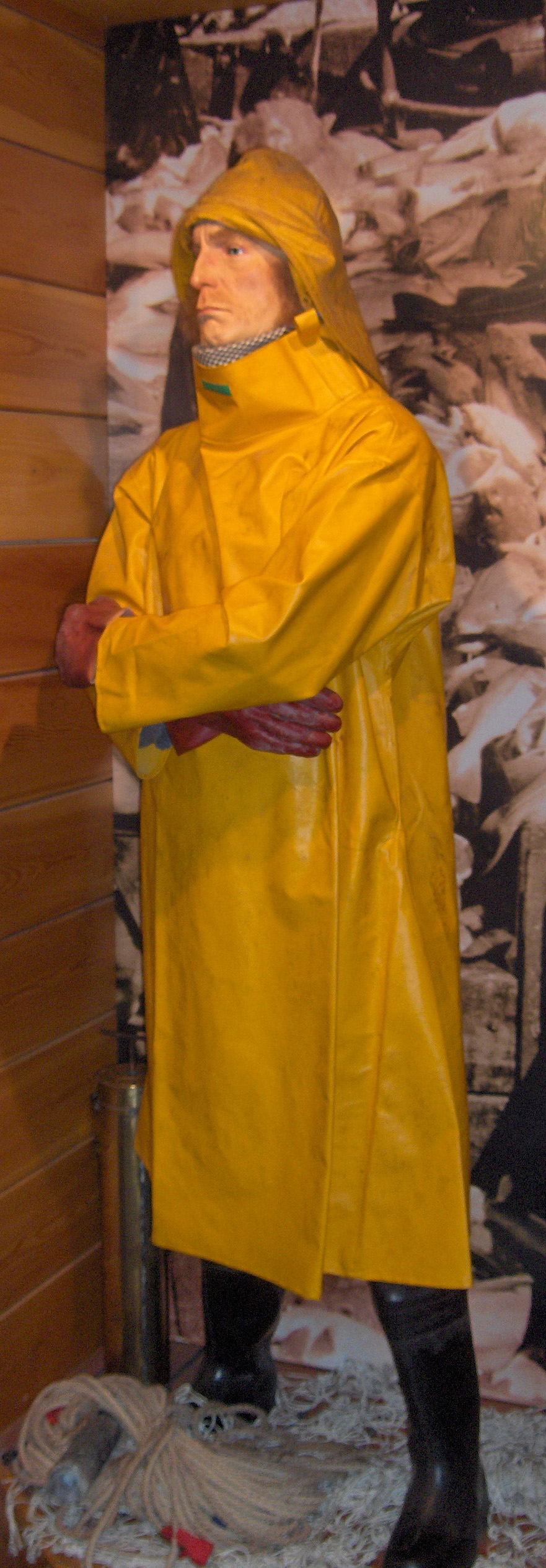
Una cerata, tipico impermeabile per la nautica realizzato in tela cerata

Si tratta del tipico impermeabile dei marinai realizzato in tela cerata. È efficace contro il vento e particolarmente robusto.

### Trench Coat
Il trench è un tipo di impermeabile con cintura e chiusura a doppio petto realizzato in gabardina, tradizionalmente color kaki. Il suo nome viene dall'inglese "trench coat" ossia "cappotto da trincea" perché si tratta di un'imitazione di quello in dotazione all'esercito inglese durante la prima guerra mondiale.

### K-Way
Giacca impermeabile antivento in nylon o pvc creata nel 1965 a Parigi da Léon-Claude Duhamel. K-Way è la marca che per prima propose sul mercato questo prodotto nel 1965. Caratteristica peculiare del K-Way è quella di stare in pochissimo spazio richiudendosi dentro una tasca e trasformandosi in un marsupio da legare in vita. Per questo è anche chiamato spesso marsupio impermeabile.
Tradizionalmente di colore blu oppure rosso, i K-Way sono a maniche larghe e ciò permette di indossarli anche sopra il giubbotto. Dal 2004 K-Way è marchio registrato di BasicNet, società avente sede a Torino proprietaria anche del marchio Kappa.

### Poncho impermeabile o mantella
Impermeabile molto simile al classico k-way ma a forma di Poncho.

### Mackintosh
Un tipo di mantello o soprabito impermeabile realizzato in tela gommata. Abbreviato anche mac o mack.

### Anorak
Si tratta di un giubbotto impermeabile con cappuccio (che può essere bordato di vera o finta pelliccia), abbottonato ed incernierato fino al collo. Di origine Inuit.

## Materiali
I materiali caratteristici utilizzati spesso nella realizzazione degli impermeabili sono:
- Tela cerata
- Gabardina
- Tela olona
- Gore-tex

## Storia
Dall'epoca greco-romana sino alla fine del Rinascimento, gli uomini tentarono di rendere impermeabili dall'acqua i loro indumenti spalmandoli di varie sostanze, quali oli vegetali, gelatine animali e cere. Nel XVII secolo, in Lombardia, per ripararsi dalla pioggia e dalla spessa umidità delle nebbie era diffuso il "sanrocchino", un mantello di tela cerata ispirato come forma a quello classico dell'iconografia di san Rocco.
Nel XVIII secolo si impiegavano stoffe bollite o spruzzate con altri materiali quali caucciù, guttaperca, paraffina, polvere di sughero e persino vernici da barca.
Verso la metà del secolo, Raimondo di Sangro, principe di San Severo, regalò al re di Napoli Carlo III di Borbone una mantella impermeabile di sua invenzione affinché potesse proteggersi dalla pioggia durante le battute di caccia.

## Personaggi
Esistono personaggi nella storia dello spettacolo legati indissolubilmente al loro impermeabile:
- Dick Tracy
- Rick Blaine (Humphrey Bogart in Casablanca)
- Ispettore Clouseau
- Tenente Colombo
- Tenente Sheridan